# Gerald Asamoah
Pour les articles homonymes, voir Asamoah.
Gerald Asamoah est un footballeur allemand né le 3 octobre 1978 à Mampong (au Ghana). Né au Ghana, il s'installe en Allemagne en 1990 à l'âge de 12 ans.

## Biographie
Le 29 mai 2001, il devient le troisième joueur noir à porter le maillot de la Nationalmannschaft, l'équipe nationale allemande après Erwin Kostedde et Jimmy Hartwig (qui sont en fait métis). Il participe à la Coupe du monde de football en 2002 et fait partie de l'équipe sélectionnée en 2006. Il compte 41 sélections et 6 buts depuis 2001
Gerald Asamoah souffre d'une maladie cardiaque : la membrane séparant ses deux ventricules (droit et gauche) est très fine et peut provoquer une arythmie cardiaque brutale. Il porte un défibrillateur permettant de réduire cette arythmie lorsqu'elle survient.
Les supporteurs du FC Schalke 04 l'appellent parfois « Blondi » ou « Asa ».
Le 1er juin 2010, il quitte Schalke 04 où il n'était plus titulaire pour s'engager avec le club de St Pauli.

## Palmarès
- International allemand
- Finaliste de la Coupe du monde : 2002 (Allemagne)
- Troisième de la Coupe du monde : 2006 (Allemagne)
- Troisième de la Coupe des confédérations : 2005 (Allemagne)
- Vainqueur de la Coupe d'Allemagne : 2001, 2002 (FC Schalke 04)
- Finaliste de la Coupe d'Allemagne : 2005 (FC Schalke 04).
- Finaliste de la Coupe de la Ligue d'Allemagne : 2001 (FC Schalke 04).
- Vainqueur de la 2.Bundesliga : 2012 (SpVgg Greuther Fürth).